# Бэтчер, Кеннет Эдвард
Кеннет Эдвард Бэтчер (англ. Kenneth Edward Batcher, 27 декабря 1935 года, Куинс, Нью-Йорк — 22 августа 2019 года, Стоу, Огайо) — американский инженер, учёный в области информатики и вычислительной техники, эмерит-профессор Кентского университета.
Наиболее известен как разработчик архитектур параллельных компьютеров STARAN и Goodyear MPP, а также как создатель параллельных алгоритмов сортировки данных: битонной сортировки и четно-нечетной сортировки слиянием.

## Биография
Родился в Куинсе в 1935 году. Его отец Ральф Бэтчер был главным инженером в «The A. H. Grebe Radio Company», а также автором ранних статей о телевидении в нью-йоркская газете The Sun (1936—1940).
В 1953 году закончил Бруклинскую техническую школу. Степень бакалавра инженерии получил в 1957 году в Университете штата Айова, а степень магистра в Иллинойсском университете в Урбане-Шампейне в 1962 году. Двумя годами позже в том же Иллинойсском университете он защитил докторскую диссертацию на тему реализации независимой от скорости операции NOR. Научным руководителем Баэтчера был Сундарам Сешу.
28 лет работал инженером в Goodyear Aerospace, где разработал архитектуры двух SIMD параллельных процессоров — STARAN(1972) и Goodyear MPP(1983). В 1968 в своей статье «Sorting networks and their applications» на конференции Joint Computer Conference представил два открытых им алгоритма — битонную сортировку и четно-нечетную сортировку слиянием.
С 1989 по 2009 год работал в Кентском государственном университете. C 2009 года был эмерит-профессором.
Кеннет Бэтчер умер 22 августа 2019 в Стоу, Огайо, в возрасте 83 лет. Он завещал своё тело для медицинских исследований Медицинскому университету Северо-Восточного Огайо.

## Признание
Многие ученые в области информатики, такие как Дональд Эрвин Кнут и Томас Кормен высоко оценивают вклад Бэтчера в исследование сортировочных сетей. Его статья «Sorting networks and their applications» является основополагающей в этой области. Открытие Бэтчером алгоритмов параллельной сортировки стимулировало развитие проектирования и анализа параллельных алгоритмов в целом и параллельной сортировки в частности.
В 1990 году Бэтчер стал лауреатом премии Эккерта — Мокли за вклад в архитектуру параллельных компьютеров. В 1994 году получил звание фелло ACM «за роль первопроходца в области параллельных компьютеров и за вклад в теорию взаимосвязанных сетей». В 2007 году был удостоен премии Сэймура Крэя за «фундаментальный теоретический и практический вклад в массивные параллельные вычисления, включая параллельные алгоритмы сортировки, сети с внутрисистемной коммутацией и инновационные архитектуры компьютеров STARAN и MPP».